# PCI-X
PCI-X (PCI Extended) ime je za poboljšanu inačicu sabirnice PCI. PCI-X ima dvostruku brzinu prijenosa podataka, i koristi osnovne parametre PCI sabirnice.
Dvostruka brzina prijenosa podataka postignuta je povećanjem frekvencije sa 66MHz na 133MHz, dok je poboljšani, ali sada isto zastarjeli, PCI-X 2.0 standard uveo još više brzine od 266MHz i 533MHz.
Kako ima ime slično PCI-Express (PCI-E) utoru, često se miješaju, iako su slotovi vrlo različiti - PCI-X je paralelni port kompatibilan s PCI karticama, dok je PCI-Express serijski, i namijenjen zamjenjivanju PCI slotova.